# 国際安田会館
国際安田会館（こくさいやすだかいかん）は、日本の侍空手道・テコンドー団体。創始者 ： 安田郁雄。

## 概要
1985年設立。武道としての空手、WTFテコンドーを指導。テコンドー世界選手権、世界ジュニア選手権、アジア選手権、アジア競技大会、アジアジュニア選手権大会、USオープン選手権大会など多くの国際大会に選手を輩出する。前身の円心塾では、多くの日本を代表するフルコンタクト空手の指導者を輩出した。また最近はサムライ安田カップ埼玉県ジュニアオープン空手道選手大会を開催し、フルコンタクト空手の普及に努めている。

## 高麗王杯 / 関東オープンテコンドー選手権大会
高麗郡建郡1300年記念事業　高麗王杯・関東オープンテコンドー選手権大会をこの年第1回より主催。国際交流を積極的に行っているため、海外からのエントリー、来賓も多い。
男女体重別キョルギ、男女年齢別個人、ペア、チーム種目プムセ、およびテコンダンスの総合大会として日本初の開催。
2013年の第2回大会では韓国を代表するテコンドーデモンストレーションチーム・コリアンタイガースの釜山支部による演武を実施。
2014年第3回大会ではコリアンタイガースよりChoi You Lee選手（第9回世界テコンドープムセ選手権大会優勝）、Jang Chang Soon選手を招待し演武実施。
2015年第4回大会では安田館長と弟子の振付師ラザレスク・コリナ（ベストボディ・ジャパン2021日本大会優勝、ストロングオープントーナメント全日本空手道選手権大会3回優勝）監修によるテコンダンス振付をおこなった。

## ジャパンアクション空手
韓国のデモンストレーションチームコリアンタイガースの日本のチームとして2014年から始動。 プムセ・キョルギはもちろん、アクションと空手とテコンドー、テコンダンスと言うエンターテイメント性を色濃くした世界的に通用するチーム育成に力を入れている。
また、コリアンタイガースの団長とも親交が深く日本テコンドー普及に力添えを得、2014年11月日本初のコリアンタイガーストップ選手Choi You Lee、Jang Chang Soonによるセミナーを開催した。

## 芸能クラス
過去に設置していた。
テコンドー・空手を習得し、テレビ・映画等で活躍する俳優の育成・マネージメントを行う。
テコンドー・空手を広め、楽しさ良さを多くの方に知ってもらうべく芝居・現代殺陣・時代殺陣・ダンス・アクロバット等の稽古を行っている。